# Rickie Lee Jones (álbum)
Rickie Lee Jones es el primer álbum de estudio de la cantante estadounidense Rickie Lee Jones. Fue publicado el 28 de febrero de 1979 a través de Warner Bros. Records.

## Diseño de portada
La fotografía de la portada del álbum fue tomada por Norman Seeff, y la dirección de arte y diseño estuvo a cargo de Mike Salisbury.

## Recepción de la crítica
El crítico de AllMusic, William Ruhlmann, comentó: “Rickie Lee Jones es un asombroso álbum debut que simultáneamente suena como una síntesis de muchos estilos familiares y como nada que nadie haya hecho antes, y anuncia el comienzo de una carrera potencialmente importante”.

## Galardones
| Año  | Premio         | Categoría                             | Resultado | Ref.  |
| ---- | -------------- | ------------------------------------- | --------- | ----- |
| 1979 | Premios Grammy | Mejor producción de álbum, no clásica | Nominado  | [ 4 ] |

## Lista de canciones
Todas las canciones escritas y compuestas por Rickie Lee Jones, excepto donde esta anotado.
Lado uno
1. «Chuck E.'s in Love» – 3:29
2. «On Saturday Afternoons in 1963» – 2:31
3. «Night Train» – 3:18
4. «Young Blood» – 4:03
5. «Easy Money» – 3:17
6. «The Last Chance Texaco» – 4:05

Lado dos
1. «Danny's All-Star Joint» – 4:06
2. «Coolsville» – 3:48
3. «Weasel and the White Boys Cool» (Jones, Alfred Johnson) – 5:59
4. «Company» (Jones, Johnson) – 4:52
5. «After Hours (Twelve Bars Past Goodnight)» – 2:13

## Posicionamiento

### Gráfica semanal
| Gráfica (1979)                    | Pico de posición |
| --------------------------------- | ---------------- |
| Australia (Kent Music Report)     | 1                |
| Canadá (RPM Top Albums/CDs)       | 11               |
| Estados Unidos (Billboard 200)    | 3                |
| Nueva Zelanda (Recorded Music NZ) | 3                |
| Países Bajos (Album Top 100)      | 14               |
| Reino Unido (UK Albums Chart)     | 18               |
| Suecia (Sverigetopplistan)        | 42               |

### Gráfica de fin de año
| Gráfica (1979)                    | Pico de posición |
| --------------------------------- | ---------------- |
| Australia (Kent Music Report)     | 9                |
| Nueva Zelanda (Recorded Music NZ) | 19               |

## Certificaciones y ventas
| País                  | Certificación | Ventas    |
| --------------------- | ------------- | --------- |
| Australia (ARIA)      | 2× Platino    | 140,000   |
| Estados Unidos (RIAA) | Platino       | 1,000,000 |
| Reino Unido (BPI)     | Plata         | 60,000    |